# Jindřich Šnobl
Jindřich Šnobl (14. srpna 1903 Záluží – 1971 Praha) byl český a československý politik Komunistické strany Československa a poválečný poslanec Ústavodárného Národního shromáždění a Národního shromáždění ČSR.

## Biografie
Po absolvování mistrovského kurzu nastoupil jako závodní do továrny v Třemošnici. Roku 1926 si vzal Annu, rozenou Víškovou, 1927 se mu narodila dcera Věroslava, 1938 syn Jindřich. Ve třicátých letech se osobně seznámil s poslancem Antonínem Zápotockým, během jeho dovolené v Třemošnici. Za druhé světové války byl činný v odboji. Na podzim 1945 odešel do Litvínova, aby řídil obnovu chemičky v rodném Záluží. V téže době vstoupil do KSČ.[zdroj?] V roce 1946 se uvádí jako technický úředník Stalinových závodů a účastník domácího odboje, bytem Horní Litvínov.

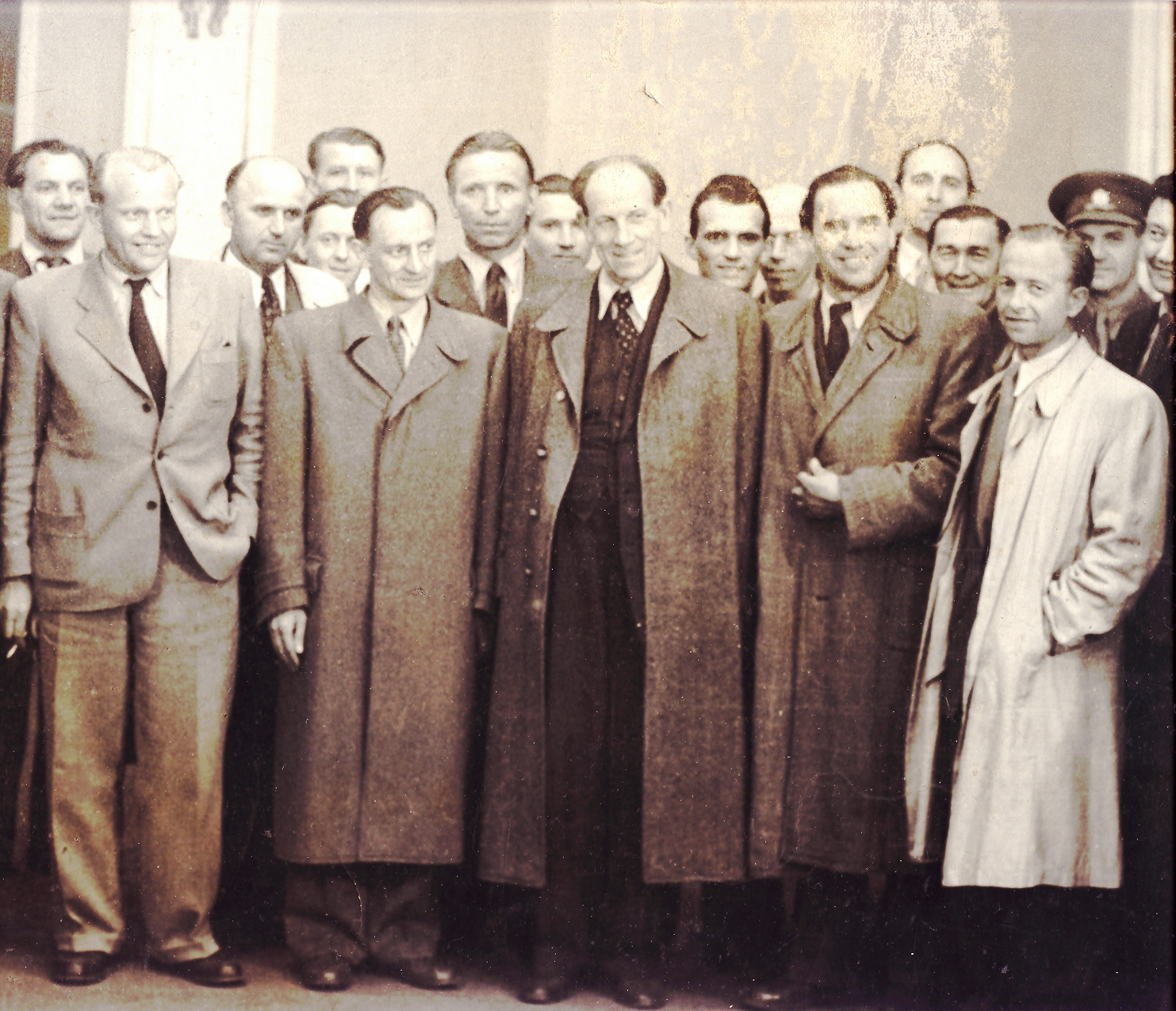
Jindřich Šnobl s premiérem a budoucím prezidentem Antonínem Zápotockým. V blízké době se osudy starých kamarádů vyvinou odlišně, Jindřich stěží unikne vězení, zatímco Antonín se stane prezidentem.

Po parlamentních volbách v roce 1946 byl zvolen poslancem Ústavodárného Národního shromáždění za KSČ. Mandát nabyl až dodatečně v roce 1947 jako náhradník poté, co rezignoval poslanec Milan Reiman. Setrval zde do konce funkčního období, tedy do voleb do Národního shromáždění roku 1948, v nichž byl zvolen do Národního shromáždění za KSČ ve volebním kraji Ústí nad Labem. V parlamentu zasedal až do března 1953, kdy rezignoval a nahradila ho Anna Svarovská-Vopičková.
Po únoru 1948 se stal podnikovým ředitelem ČKD-Stalingrad v Praze. V době procesu s Rudolfem Slánským byl sesazen z ředitelské funkce a následně též musel rezignovat na poslanecký mandát. Poté pracoval v Sokolově na opravách a údržbě důlních strojů. Souzen nebyl, tudíž se nedočkal ani rehabilitace. Na konci roku 1968 mu byl nabídnut post ředitele Pražských tepláren. Při prověrce se ovšem kriticky vyjádřil o invazi vojsk Varšavské smlouvy do Československa a pak již se profesně neuplatnil. Jeho vnukem je český psychiatr a politik přelomu 20. a 21. století Ivan David.